# Maurits Snellen

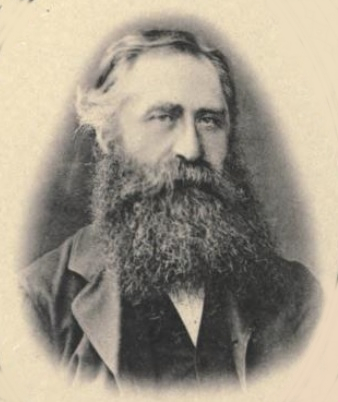
Maurits Snellen

Maurits Snellen (Zeist, 1 april 1840 - Apeldoorn, 20 oktober 1907) is vooral bekend geworden als expeditieleider van de Nederlandse poolexpeditie 1882-83. Ook volgde hij de bekende geleerde Buys Ballot op als directeur van het Koninklijk Nederlands Meteorologisch Instituut (KNMI). 
Maurits Snellen studeerde en promoveerde te Leiden. Zijn proefschrift was getiteld Over de optiesche eigenschappen der metalen. In 1872 werd hij assistent van Christophorus Buys Ballot en in 1877 werd hij directeur van de afdeling 'waarnemingen ter land' van het KNMI. 
Als vertrouweling van Buys Ballot kreeg Snellen in 1882 het commando over de Nederlandse poolexpeditie 1882-83. Andere deelnemers waren Lamie, Ekama, Ruys en Kremer. De expeditie werd georganiseerd in het kader van het Internationale Pooljaar 1882-83. Verschillende landen zonden expedities naar het Noord-  en Zuidpoolgebied om er systematisch waarnemingen te doen naar weer, aardmagnetisme en aurora. De Nederlandse expeditie zou niet de boogde bestemming bereiken maar vast komen te zitten in het ijs. Toch werden volgens protocol alle waarnemingen gedaan. Nadat het schip verging reisde men over het ijs terug. Onder de koelbloedige leiding van Snellen bereikte de 23 man de zuidkant van het eiland Vajgatsj waar ze opgepikt werden door een Noors schip.
Snellen publiceerde over de expeditie twee boeken.
In 1891 volgde Snellen Buys Ballot op als directeur van het KNMI. Onder zijn leiding verhuisde het instituut van de Sonnenborgh (Utrecht) in Utrecht naar De Bilt. 